# Bódogh Mihály
Bódogh Mihály (nemesbikkesi) (Miskolc, 1789. január 25. – Miskolc, 1825. április 25.) orvos.

## Élete
Tanult szülővárosában, Sárospatakon, Iglón (a német nyelv megtanulása végett) és ismét Sárospatakon. 1810-ben Sárbogárdra ment iskolatanítónak, három évvel később pedig beiratkozott Pesten az orvosi karra. 1817-ben végzett orvosdoktorként, és Miskolcon telepedett le mint gyakorló orvos. Itt halt meg, egy napon a másik miskolci orvossal, Benkő Sámuellel.

## Munkái
- Dissertatio inaug. medica de philosophematum omnis aevi ac imprimis recentissimi in theoriam medicam influxu. S.-Patakini, 1817.
- Historico-critica biosophiae disquisitio. Lipsiae, 1818.

A Tudományos Gyűjteménybe (1819. VII. 1821. III.) írt két értekezést.